# Roswell (televíziós sorozat)
A Roswell egy amerikai televíziós sorozat, melynek alkotója Jason Katims. A sorozat 1999. október 6-án indult a The WB csatornán, majd az utolsó évad a UPN adón ment le.
Magyarországon sokáig csak az első évad került a képernyőkre; 2001. március 27-től a Viasat 3 mutatta be először az 1. szezont, majd 2002-ig hétvégenként és vasárnapi "Rémségek éjszakája" blokkban adta. 2009. április 27-én a TV6 is műsorra tűzte, majd 2009. május 27-én a második évadot is bemutatta.

## Cselekmény
Az új-mexikói Roswell az 1947 júliusában állítólag lezuhant idegen űrhajóról vált ismertté az egész világon. Az amerikai hadsereg azóta is folyamatosan cáfolja a történteket. Állításuk szerint nem űrhajó, hanem meteorológiai léggömb zuhant le a területen.
Max, Isabel és Michael 1989-ben körülbelül hatévesen bújnak elő azokból az inkubátorokból, amelyekben az UFO baleset óta nevelkedtek. A sivatagban találnak rá a gyerekekre, akik külsőleg semmiben nem különböznek a hasonló korú kisfiúktól és kislányoktól.
Két család fogadja örökbe a gyerekeket - Max és Isabel szerencsések, testvérpárként szerető szülőkhöz kerülnek, Michael életét viszont egy iszákos nevelőapa keseríti meg.
Az idegenek tinédzserekké cseperednek és az egész világ előtt titkolják nem evilági származásukat, valamint különleges képességeiket. A középiskolások mindennapi életét élik, miközben titkos múltjuknak köszönhetően szoros barátság köti össze őket.
1999. szeptember 19-én azonban minden megváltozik. Max és Michael szemtanúja lesz egy lövöldözésnek a Crashdown étteremben, melynek során Liz Parker-t, Max osztálytársát lelövik. Max, saját biztonságával nem törődve, különleges képességével meggyógyítja Lizt és egyúttal felfedi előtte nagy titkát.
Melinda Metz "The Outsider" c. könyve alapján készült a "Pilot" epizód. A "Pilot"-ot követően élesen különválik a regénysorozat és a filmsorozat története.

## Szereplők

### Főszereplők
| Színész          | Szerep             | Magyar hang                                             |
| ---------------- | ------------------ | ------------------------------------------------------- |
| Shiri Appleby    | Liz Parker         | Vadász Bea                                              |
| Jason Behr       | Max Evans          | Kaszás Gergő (1. évad) Markovics Tamás (2-3. évad)      |
| Katherine Heigl  | Isabel Evans       | Mezei Kitty                                             |
| Brendan Fehr     | Michael Guerin     | Pálmai Szabolcs                                         |
| Majandra Delfino | Maria DeLuca       | Urbán Andrea (1. évad) Németh Borbála (2-3. évad)       |
| Colin Hanks      | Alex Whitman       | Simonyi Balázs (1. évad) Czető Roland (2-3. évad)       |
| William Sadler   | Jim Valenti seriff | Háda János                                              |
| Nick Wechsler    | Kyle Valenti       | Bede-Fazekas Szabolcs (1. évad) Papp Dániel (2-3. évad) |
| Emilie de Ravin  | Tess Harding       | Nemes Takách Kata                                       |
| Adam Rodriguez   | Jesse Ramirez      | Pál Tamás                                               |

### Visszatérő szereplők
| Színész            | Szerep                      | Magyar hang |
| ------------------ | --------------------------- | ----------- |
| Julie Benz         | Kathleen Topolsky           | Orosz Anna  |
| Jim Ortlieb        | Nasedo                      |             |
| Garrett M. Brown   | Philip Evans                |             |
| Mary Ellen Trainor | Diane Evans                 |             |
| Diane Farr         | Amy DeLuca                  |             |
| Devon Gummersall   | Sean DeLuca                 |             |
| John Doe           | Jeff Parker                 |             |
| Jo Anderson        | Nancy Parker                |             |
| David Conrad       | Dave Fisher / Daniel Pierce |             |
| Desmond Askew      | Brody Davis                 |             |

## Epizódok
| Évad | Évad | Epizódok | Eredeti sugárzás | Eredeti sugárzás | Eredeti adó |
| Évad | Évad | Epizódok | Évadpremier      | Évadfinálé       | Eredeti adó |
| ---- | ---- | -------- | ---------------- | ---------------- | ----------- |
|      | 1    | 22       | 1999. október 6. | 2000. május 15.  | The WB      |
|      | 2    | 21       | 2000. október 2. | 2001. május 21.  | The WB      |
|      | 3    | 18       | 2001. október 9. | 2002. május 14.  | UPN         |